# Sletta
Sletta is een plaats in de Noorse gemeente Østre Toten, provincie Innlandet. Sletta telt 308 inwoners (2007) en heeft een oppervlakte van 0,49 km².